# 4008 Corbin
4008 Corbin је астероид главног астероидног појаса чија средња удаљеност од Сунца износи 2,358 астрономских јединица (АЈ).
Апсолутна магнитуда астероида је 13,1.